# Elena Gheorghe
Elena Gheorghe (IPA: [eˈle.na ˈɡe̯orɡe]), anche nota semplicemente come Elena (Clinceni, 30 luglio 1985) è una cantante rumena.

## Biografia
Di origine arumena da parte di padre, Elena è tra le più conosciute cantanti rumene; ha iniziato la propria carriera musicale nel 2002 entrando nel gruppo musicale Mandinga, in cui è rimasta fino al 2006, anno di inizio della sua carriera da solista.
Ha rappresentato la Romania all'Eurovision Song Contest 2009 con la canzone The Balkan Girls, classificandosi al 19º posto. 
Nell'inverno 2010 il suo ultimo singolo Disco Romancing è stato pubblicato in Italia, andando in rotazione anche sul canale televisivo MTV. Alla fine del 2010 è stato pubblicato il nuovo singolo: Midnight Sun.
Nel 2011 ha collaborato con Dony al singolo Hot Girls. Nell'inverno 2011, precisamente 23 dicembre, è stato pubblicato il suo nuovo singolo "Your Captain Tonight". Il 9 maggio del 2012, Elena ha pubblicato il suo nuovo singolo "Amar Tu Vida". 
Nell'estate 2014 torna alla ribalta con il nuovo successo intitolato Mamma mia (He's italiano). Nell'estate del 2015 pubblica il nuovo singolo "Señor Loco", in Italia il brano esce con l'etichetta Bit Records. Nel 2016 per la Walt Disney presta voce alla canzone „Timpul meu” del cartone animato Elena di Avalor.

## Discografia
- Vocea Ta (2006)
- Lilicea Vreariei (2008)
- Te Ador (2008)
- The Balkan Girls (2009)
- Disco Romancing (2010)
- Midnight Sun (2010)
- Hot Girls (feat. Dony) (2011)
- Your Captain Tonight (2011)
- Amar Tu Vida (2012)
- Hypnotic
- Incomplete
- Până dimineaţa (feat. JJ)
- Mamma Mia (He's Italiano) (feat. Glance) (2014)
- Señor Loco (feat. Danny Mazo)
- Mama ft. F.Charm (2015)
- Acasa La noi (2015)
- Autograf (2015)
- Polul Nord - Brrrrrrrr ft. Adi Cristescu & Uddi (2015)
- Antidot (2016)
- Lacramioara (2016)
- Perna mea (2016)